# 孟都镇区
孟都镇区（發音：[máʊɴdɔ́ mjo̰nɛ̀]），為緬甸若開邦孟都縣的鎮區。2014年人口40,785人，區域面積1,466.9平方公里。孟都為該鎮之首府。
該鎮區於2012年大約有80%的鎮民為穆斯林。2012年7月，緬甸政府的名單上有超過130個民族，其中不包含自1982年起移民至此的孟加拉少數民族孟加拉穆斯林，因此政府表示他們並無權利主張其緬甸人民的身份。另外該鎮有20%的鎮民為若開族、缅族、卡曼人、卡米族（Khami）、 丹奈族、繆族以及代族（Thet）。
2010年11月，孟都镇区擁有5所基礎教育高中、3所高中分校、8所中學、1所中學分校、1所附屬中學、16所後期小學以及125所小學。